# Pacifastacus fortis
Il Pacifastacus fortis (noto in lingua inglese anche come Shasta crayfish o placid crayfish) è una specie di crostacei endemica della contea di Shasta in California, ove la si trova solo in punti isolati sul Pit River ed a Fall River Mills.

## Descrizione
Il Pacifactacus fortis è spesso e tarchiato, con chele relativamente robuste. Normalmente è di colore marrone scuro sul dorso ed arancione chiaro nella parte di sotto. Raggiunge una lunghezza da 10 a 20 cm. Vive in acque fredde, chiare, nelle zone rocciose dei torrenti montani e si alimenta del limo che ricopre le rocce. Per sopravvivere ha bisogno di acque fresche e continuamente correnti.

## Conservazione
Quella del Pacifastacus fortis è considerata una specie in pericolo critico sulla lista rossa IUCN ed una specie a rischio secondo l'  Endangered Species Act. Esso ha sempre avuto spazi vitali  molto limitati, che sono stati frammentati da attività umane quali l'erezione di dighe, l'attività mineraria e l'agricoltura. Il Pacifastacus leniusculus, una specie di crostacei recentemente introdotta, ha spodestato il Pacifastacus fortis in gran parte dei luoghi ove esso viveva. L'attività vivaistica ittica sul Pit River è stata chiusa per proteggere questa specie.